# Гёлиц, Петер
Петер Гёлиц (нем. Peter Gölitz; род. в 1952 году) — германский химик-органик, сооснователь и редактор ряда известных научных журналов.

## Биография и карьера
Родился в 1952 году в Германии в селении Гермероде административного округа Кассель земли Гессен. Учился в Гёттингенском университете, в 1977—1978 годах защитил там под руководством профессора Армина де Майере диссертацию на степень доктора органической химии на тему Hochgespannte Kleinringpropellane und ihre Radikalkationen: zur präparativen Verwendbarkeit der Trifluormethylazo-Gruppe, Trifluormethylierung von Alkanen. Прошёл постдокторантуру под руководством де Майере и Роберта Д. Миллера из IBM. С 1980 года стал работать в издательстве Wiley-VCH (тогда Verlag Chemie), став с течением времени его директором по издательской деятельности и вице-президентом.
С 1982 года работает на посту главного редактора журнала Angewandte Chemie, превратив его за это время из издания преимущественно германской циркуляции во влиятельный международный журнал, обладающий одним из наиболее высоких импакт-факторов среди химических журналов, публикующих оригинальные исследования.
В 1980—1990-х годах соосновал и возглавил в издательстве Wiley ещё ряд журналов — Advanced Materials (1988), Chemistry: A European Journal (1995; совместно с Жан-Мари Леном), ChemBioChem, ChemPhysChem, ChemMedChem, ChemSusChem, ChemCatChem, Small.
Его научно-издательская деятельность была отмечена рядом премий различных организаций. В 1991 году он получил литературную премию фонда Химической промышленности, в 2000 — памятную медаль Gmelin-Beilstein от Германского химического общества и President’s Award от группы John Wiley & Sons. В 2005 году он был награждён медалью Французского химического общества. В 2007 принял как глава редакции Angewandte Chemie премию Ассоциации немецкого языка. Помимо этого, в 2008 году Лейпцигский университет удостоил его премии им. Буркхардта Хельфериха, в 2010 Петер Гёлиц стал членом Европейской академии, а в 2011 Базельский университет (Швейцария) присвоил ему почётную докторскую степень.